# Світове громадянство
Світове громадянство (або глобальне громадянство) — це термін, що в широку розумінні означає особу, яка ставить свою належність до «світового співтовариства» вище своєї належності як громадянина тієї чи іншої нації, а також місцевості. Сенс полягає в тому, що належність якогось високого посадовця виходить за межі географії або політичних кордонів, і що планетарна людська спільнота є взаємозалежною і цілісною; людство по суті є єдиним. Цей термін використовувався в галузі освіти і політичної філософії, а також широко використовувався в громадських рухах, наприклад «Громадянин світу».

## Визначення
Термін «громадянин» відноситься до визначення приналежності будь-якої особи до міста, держави або країни і його права на працю, життя і участь в політичній сфері в конкретній географічній області. У поєднанні з терміном «глобальний», він, як правило, означає особу, яка ставить свою приналежність до «світового співтовариства» вище своєї приналежності як громадянина тієї чи іншої нації або місцевості. Сенс полягає в тому, що приналежність якогось високого посадовця виходить за межі географії або політичних кордонів, і що обов'язки або права виникають або можуть бути отримані в зв'язку з приналежністю до більш широкого класу - класу «людство». Це зовсім не означає, що така людина відкидає або відмовляється від свого громадянства чи іншої локальної національної приналежності; така національна приналежність знаходиться на «другому місці» по відношенню до його приналежності до світової спільноти. У більш широкому сенсі, ця ідея викликає питання про становище світового суспільства в епоху глобалізації . При загальному вживанні цей термін може мати майже таке ж значення, як і «громадянин світу» або «космополіт», проте, він також має додаткове, спеціалізоване значення в різних контекстах.

## Застосування

### Освіта
У сфері освіти цей термін найчастіше використовується для опису світогляду або ряду цінностей, на які орієнтовано освіту. Термін «світове співтовариство» іноді використовується для позначення ряду глобальних досліджень цілей навчання, поставлених для студентів, щоб підготувати їх до глобальної громадянськості. В системі освіти концепція «освіти в дусі глобальної громадянськості» починає витісняти або перекривати такі рухи, як багатокультурне освіту, виховання в дусі миру, виховання в дусі прав людини, освіта в інтересах сталого розвитку та міжнародна освіта . Крім того, освіта в дусі глобальної громадянськості стрімко починає об'єднувати поняття вищезазначених рухів. Концепція глобальної громадянськості була пов'язана з премії, що присуджується за сприяння гуманізму . На викладачів покладено відповідальність як на агентів соціальних змін . Одрі Ослер, директор Центру з питань громадянства та освіти в області прав людини університету Лідса, стверджує, що «освіта для спільного життя у взаємозалежному світі є не додатковим елементом, а необхідним фундаментом» . Варто згадати журнал «Загальна освіту» - цифрове видання, яке випускається за підтримки ЮНЕСКО та УВКБ, засноване на універсальні цінності Декларації формуються прав людини і покликане сприяти досягненню Цілей розвитку тисячоліття відповідно до принципів Освіти в дусі глобальної громадянськості . Ініціатива, висунута викладацьким складом, що сформулював пропозицію, набрала найбільшу кількість голосів в групі «Сталий розвиток в цілях подолання бідності в Ріо + 20» . З огляду на що Освіта в дусі глобальної громадянськості привертає все більшу увагу, вчені досліджують цю область і розробляють концепції. Нижче наведені деякі з найбільш поширених точок зору:
- Критична і перетворювальна точки зору. «Громадянство» означає бути членом, що володіє правами і обов'язками. Тому в рамках принципу Освіти в дусі глобальної громадянськості має заохочувати активну участь. Освіту в дусі глобальної громадянськості можна здійснювати з критичної і перетворювальної точки зору, в результаті чого студенти мислять, відчувають і діють. При такому підході, в рамках принципу Освіти в дусі глобальної громадянськості студенти повинні бути критичними до політики і здатними до особистих змін. Вчителі підносять соціальні питання в нейтральному ключі, відносячи їх до відповідної групи, щоб студенти могли зрозуміти, розібратися і будь-яким чином вирішити проблему Глобального мислення [9].
- Світова відповідальність. Грем Пайк і Девід Селбі вважають, що у Освіти в дусі глобальної громадянськості є два напрямки: перший напрямок - Глобальне мислення - відноситься до розуміння світу як єдиної системи та обов'язки розгляду інтересів окремих країн, враховуючи загальносвітові потреби; другий напрямок - зосередженість на учнях - педагогічний підхід, який би студентів до самостійних досліджень і відкриттів, в рамках якого кожен учень вважається особистістю з неповторними переконаннями, досвідом і талантами [10].
- Цілісне розуміння. Концепція Цілісного розуміння була заснована Меррі Мерріфілд, і звертає першочергову увагу на індивідуальність по відношенню до світової спільноти. Ця концепція відповідає навчальним планом, який приділяє увагу людським цінностям і переконанням, глобальних систем, проблемам, історії, міжкультурному розумінню і розвитку аналітичних та оціночних навичок.

### Філософія
Глобальне громадянство в деяких контекстах може ставитися до позначення етики або політичної філософії, в рамках якої пропонується, що основні соціальні, політичні, економічні та екологічні реалії сьогоднішнього світу повинні розглядатися на всіх рівнях - громадянами, організаціями громадянського суспільства, спільнотами і національними державами - через глобальну призму. Воно відноситься до широкого світогляду, яке включає питання культури і навколишнього середовища і приймає фундаментальну взаємопов'язаність всіх речей. Політичні та географічні кордони стають неактуальними, а рішення сьогоднішніх проблем розглядаються за рамками вузького бачення національних інтересів. Прихильники цієї філософії як приклад часто наводять Діогена Сінопського і його заяву «Я громадянин світу (κοσμοπολίτης, космополіт)» у відповідь на питання про місце його походження . Санскритський термін Vasudhaiva Kutumbakam має сенс «світ - це одна сім'я». Найбільш раннього посилання на цю фразу можна знайти в збірнику притч Хітопадеша. У рядках Маха упанішаді VI.71-73 описується, як можна знайти Брахман (той самий вищий, загальний Дух, який є джерелом і підтримкою надзвичайної всесвіту). У викладі мова йде не тільки про мир і злагоду серед товариств в світі, але і про істину, що так чи інакше весь світ повинен жити разом, як сім'я .